# کورناتووشچزنا
کورناتووشچزنا (به لهستانی:  Kurnatowszczyzna) یک روستا در لهستان است که در گمینا شدرا واقع شده‌است.